# Ruschia karrachabensis
Ruschia karrachabensis är en isörtsväxtart som beskrevs av L. Bol. Ruschia karrachabensis ingår i släktet Ruschia och familjen isörtsväxter. Inga underarter finns listade i Catalogue of Life.